# Pseudepicausta rufifemorata
Pseudepicausta rufifemorata är en tvåvingeart som först beskrevs av Wulp 1899.  Pseudepicausta rufifemorata ingår i släktet Pseudepicausta och familjen bredmunsflugor. Inga underarter finns listade i Catalogue of Life.